# Michael Ruppaner
Michael Ruppaner (* 1856; † 1937) war ein bayerischer katholischer Geistlicher.
Ruppaner wirkte anfangs als Pfarrer in Trudering. Später wurde er zum Hofpriester und Geistlichen Rat bei König Otto I. ernannt.

## Ehrungen
- 1933: Benennung einer Straße im Münchner Stadtteil Kirchtrudering[1]